# Tibes
Tibes è un sito archeologico situato nei pressi di Ponce, in Porto Rico.
Il parco è una delle scoperte archeologiche più importanti dei Caraibi. Gli scavi archeologici hanno portato alla luce le testimonianze scientifiche e storiche sulla vita, gli usi e i costumi degli Igneri e dei Taino prima e durante l'arrivo di Cristoforo Colombo nel Nuovo Mondo.